# Leawood (Kansas)
Leawood és una població dels Estats Units a l'estat de Kansas. Segons el cens del 2000 tenia 27.656 habitants.

## Demografia
Segons el cens del 2000, Leawood tenia 27.656 habitants, 9.841 habitatges, i 8.118 famílies. La densitat de població era de 708,1 habitants/km².
Dels 9.841 habitatges en un 41,4% hi vivien nens de menys de 18 anys, en un 76% hi vivien parelles casades, en un 5,1% dones solteres, i en un 17,5% no eren unitats familiars. En el 15,2% dels habitatges hi vivien persones soles el 6,5% de les quals corresponia a persones de 65 anys o més que vivien soles. El nombre mitjà de persones vivint en cada habitatge era de 2,81 i el nombre mitjà de persones que vivien en cada família era de 3,14.
Per edats la població es repartia de la següent manera: un 30,2% tenia menys de 18 anys, un 4,2% entre 18 i 24, un 23,2% entre 25 i 44, un 29,8% de 45 a 60 i un 12,6% 65 anys o més.
L'edat mediana era de 41 anys. Per cada 100 dones de 18 o més anys hi havia 93,3 homes.
La renda mediana per habitatge era de 102.496 $ i la renda mediana per família de 113.058 $. Els homes tenien una renda mediana de 90.546 $ mentre que les dones 43.933 $. La renda per capita de la població era de 49.139 $. Entorn del 0,5% de les famílies i l'1,3% de la població estaven per davall del llindar de pobresa.

## Poblacions més properes
El següent diagrama mostra les poblacions més properes.